# جورج بورغس (لاعب دوري الرغبي)
جورج بورغس (بالإنجليزية: George Burgess)‏ هو لاعب دوري الرغبي أسترالي، ولد في 21 أبريل 1992 في Dewsbury ‏ في المملكة المتحدة.

## روابط خارجية
- جورج بورغس على موقع ItsRugby.co.uk (الإنجليزية)